# Guillaume Ier de Champlitte
Pour les articles homonymes, voir Guillaume Ier.
Guillaume de Champlitte, dit le Champenois (né vers 1160 et mort en 1208 ou 1209) est un chevalier franc originaire du comté de Bourgogne (Franche-Comté) participant à la Quatrième Croisade, qui après le sac de Constantinople en 1204 se joignit à Geoffroi de Villehardouin dans sa conquête du Péloponnèse.
Cette conquête ne rencontra pratiquement de résistance qu’en Messénie, Guillaume interdisant à ses troupes de piller les territoires conquis et assurant les seigneurs grecs locaux qu’ils pourraient conserver leurs terres et leurs privilèges sous sa gouverne. À la fin de 1205 déjà, Guillaume put prendre le titre de « prince d’Achaïe » sous la suzeraineté de Boniface de Montferrat, roi de Thessalonique.
Guillaume décida de rentrer en France après la mort de son frère aîné en 1208 pour réclamer son héritage. Il confia l’administration de la principauté à son ami, Geoffroi de Villehardouin, jusqu’à l’arrivée de son fils Hughes. Toutefois, Guillaume lui-même périt lors de son voyage vers la France de même que son fils lors du voyage qui devait l’amener en Grèce. Plutôt que d’attendre l’arrivée du nouvel héritier, Robert, Geoffroi se proclama prince d’Achaïe.

## Famille et premières années
Guillaume était le deuxième fils d’Eudes Ier de Champlitte, vicomte de Dijon, et de son épouse Sybille de la Ferté,. Il épousa en premières noces une certaine Alix avec la permission de laquelle il donna en 1196 une propriété à l’abbaye cistercienne d'Auberive pour le salut de l’âme de son frère Hugues,. Il se remaria en 1196 en deuxièmes noces avec Elisabeth (ou Agnès) de Mont-Saint-Jean, dont il se sépara pour cause de nullité de mariage ; il épousa enfin en 1199 Eustachie de Courtenay, veuve de Guillaume de Brienne.
En septembre 1201, il se croisa à Citeaux avec son frère aîné Eudes, rejoignant la quatrième croisade lancée par le pape Innocent III. Après que le pape eut excommunié les croisés pour s’être emparés de la ville chrétienne de Zara (aujourd’hui Zadar en Croatie), il fut l’un des chefs de la croisade qui signèrent une lettre rédigée par les comtes Baudouin IX de Flandres, Louis Ier de Blois et Hugues IV de Saint-Pol au pape en avril 1203 pour tenter de justifier l’expédition,. Dans cette lettre, les chevaliers demandaient au pape de ne pas punir le marquis Boniface de Montferrat, le chef de la croisade, qui, pour préserver l’unité de l’expédition, avait omis de publier la bulle papale d’anathème,.
En 1204, son frère Eudes fut blessé lors de la prise de Constantinople et mourut peu après. Après la prise de la ville, les croisés élurent comme empereur Baudouin IX de Flandres qui fut couronné le 16 mai 1204. Déçu de ne pas avoir été choisi, Boniface de Montferrat quitta Constantinople pour aller fonder le royaume de Thessalonique, se reconnaissant vassal du nouvel empereur latin. Guillaume se joignit alors à Boniface,.

## Fondation de la principauté d’Achaïe

Le Péloponnèse au Moyen-Âge.

En fonction du traité dit de la « Partitio Romaniae », conclu entre les chefs de la quatrième croisade, la république de Venise se voyait concéder, parmi d’autres territoires, l’ensemble du Péloponnèse. Toutefois, soucieuse avant tout d’assurer la sécurité de son commerce maritime, la Sérénissime délaissa le contrôle effectif de l’intérieur du pays pour se concentrer sur certaines villes de la côte et iles de la mer. Début 1205, Geoffroi de Villehardouin, un ami de longue date de Guillaume de Champlitte, arriva au camp de Boniface qui assiégeait alors Nauplie (maintenant Nafplion en Grèce). Il avait déjà conquis une partie de la Messénie dans le sud-ouest du Péloponnèse et persuada Boniface que même si le nord-est pourrait offrir une certaine résistance, le reste de la péninsule pourrait aisément être conquis. Geoffroi offrit à Guillaume de partager ce territoire s’il se joignait à lui. Boniface Ier agréa à cet arrangement et proposa à Guillaume de posséder le Péloponnèse à titre de fief sous sa suzeraineté. Geoffroi, pour sa part, se verrait concéder une partie de la presqu’ile qu’il détiendrait à son tour à titre de fief sous la suzeraineté de Guillaume. Les deux hommes accompagnés d’une centaine de chevaliers prêtés par le roi ainsi que de leurs armées propres partirent alors conquérir le reste de la péninsule.
De Nauplie, Guillaume et Geoffroi se dirigèrent vers le nord jusqu’à Corinthe et de là le long de la côte jusqu’à Patras dont ils s’emparèrent. Maitres de la côte nord-ouest du Péloponnèse, ils occupèrent ensuite l’Élide, descendant la côte vers Andravida qui devait devenir la capitale de la principauté et dont les archontes et la population leur ouvrirent les portes.
Les conquérants rencontrèrent une première résistance à leur arrivée en Messénie où ils ne purent prendre la forteresse de Kyparissia (appelée alors Arkadia). Ils continuèrent alors vers Modon (l'ancienne Méthone), mais ils durent faire face à la résistance des seigneurs d’Arcadie et de Laconie, spécialement de la famille des Chamaretos (de), alliés aux Mélinges, des Slaves établis dans les montagnes du Taygète qui mirent sur pied une armée pour ralentir leur avance. À celle-ci se joignirent les troupes d’un certain Michel que quelques historiens ont assimilé à Michel Doukas Comnène (1204-1215) qui avait entrepris de créer sa propre principauté en Épire. Guillaume se hâta alors de fortifier Modon pour affronter les Grecs. La bataille qui devait décider du sort de l’Achaïe se déroula dans le lieu-dit de l’Oliveraie de Kountouras. Bien disciplinée et fortement armée, l’armée des croisés n’eut aucun mal à venir à bout des Grecs pourtant bien supérieurs en nombre. Ceux-ci quittèrent le champ de bataille en déroute; ce fut la fin de la résistance. De là, Guillaume s’empara du reste de l’Arcadie, pendant que Geoffroi s’emparait de Kalamata. Guillaume concéda alors à Geoffroi de Villehardouin Kalamata et la Messénie à titre de fief,.
Bien que toute la péninsule n’aie pas été conquise (Léon Sgouros se maintenait encore dans l’Acrocorinthe, Argos et Nauplie), Guillaume prit à l’automne 1205 le titre de « prince d’Achaïe » du nom de la région au nord-ouest de la péninsule qui avait été le point de départ de l’expédition, même si le titre voulait inclure l’ensemble du Péloponnèse. Dans une lettre qu’il adressait le 19 novembre 1205 à Thomas Morosini, le nouveau patriarche latin de Constantinople, le pape Innocent III se référait à Guillaume comme au princeps totius Achaiae provinciae (prince de l’ensemble de la province d’Achaïe),.
Deux raisons expliquent que Guillaume et Geoffroi purent conquérir le Péloponnèse si rapidement et avec des troupes si peu nombreuses. La première tient au fait que partout où ils allèrent, ils interdirent à leurs armées de piller les régions conquises, en même temps qu’ils assuraient les seigneurs grecs locaux que, pourvu que ceux-ci reconnaissent leur autorité, ils pourraient continuer à conserver leurs terres et leurs privilèges. L’administration franque s’avérant moins lourde que l’administration byzantine qui l’avait précédée, la plupart des seigneurs grecs s’y soumirent sans objection pourvu qu’ils puissent conserver l’orthodoxie religieuse. La deuxième est que, pour prévenir les révoltes ou les tentatives de sécession, les Byzantins s’abstenaient d’armer ou de recruter les populations locales dans l’armée. Incapables de se défendre, ces populations n’eurent d’autre choix que de se plier aux volontés des nouveaux arrivants.

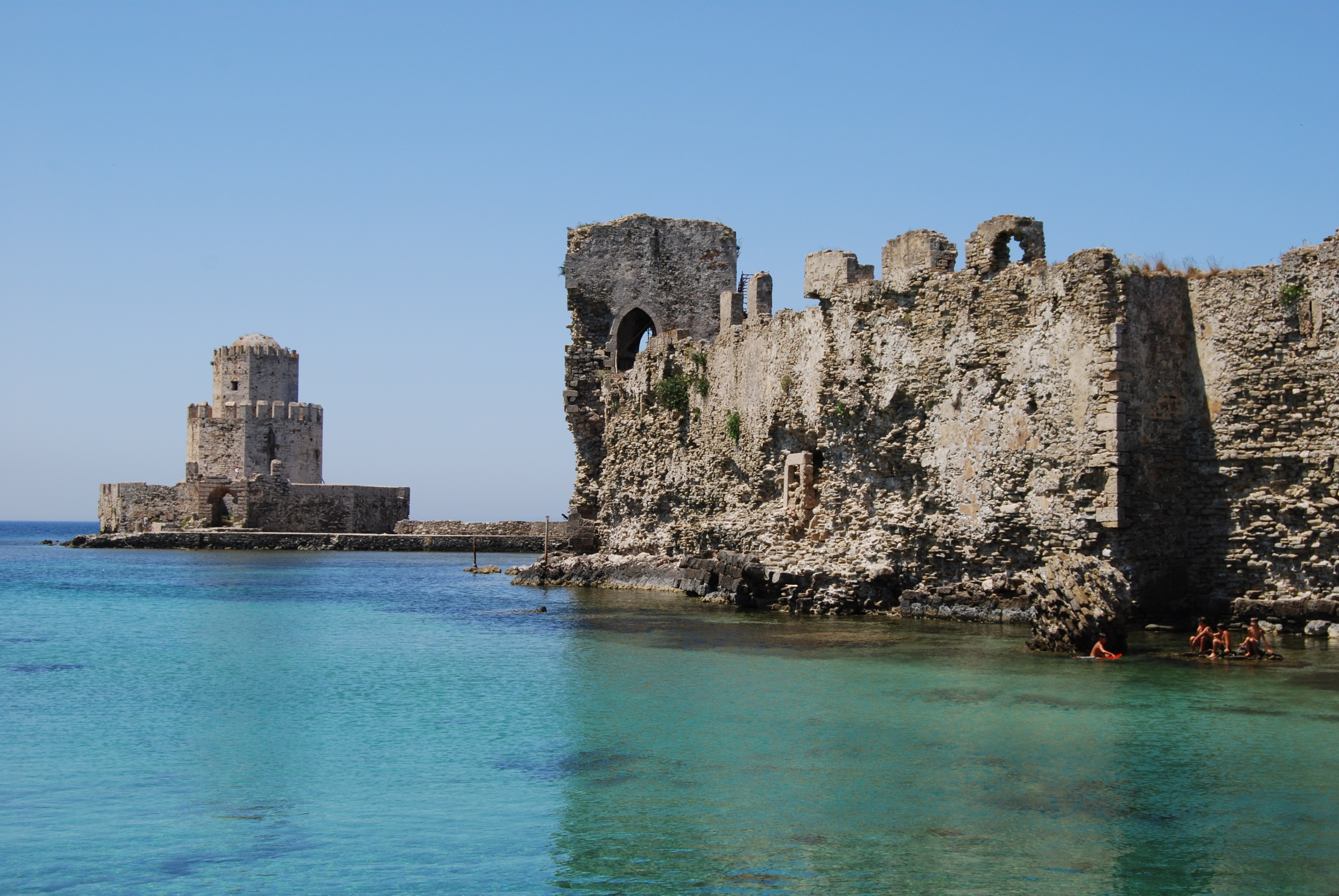
La forteresse de Modon.

Ces conquêtes se faisaient au détriment des Vénitiens qui s’étaient vu attribuer le Péloponnèse lors de la division de l’empire byzantin et menaçaient la route commerciale vers Constantinople. Ceux-ci dépêchèrent donc une flotte qui reprit Modon et Coron en 1206 d’où ils expulsèrent les garnisons franques. Peu désireux de s’engager dans un conflit avec Venise, Geoffroi de Villehardouin, seigneur de ces places-fortes, concéda l’annexion, se reconnaissant comme vassal du doge pour les places qu’il détenait et qui auraient dû revenir à Venise en fonction du traité de partition, concédant même à Venise le droit de commerce sans entrave dans toute la Morée. Guillaume compensa ces pertes en donnant à Villehardouin Arkadia (Kyparissia),.
Le Péloponnèse conquis et une entente réglant les relations avec Venise, Guillaume de Champlitte se mit à l’organisation intérieure de son territoire et à la défense du pays. S’inspirant du modèle féodal européen et de la constitution du royaume de Jérusalem, le prince d’Achaïe était un vassal de l’empereur latin de Constantinople. Le prince pouvait battre monnaie et avait sa propre armée. Le pays fut divisé en douze « haute baronnies » dont les seigneurs formaient une « haute cour » présidée par Geoffroi de Villehardouin. Ces barons, considérés comme les pairs du prince, avaient eux-mêmes leurs propres armées et contrôlaient les châteaux-forts du pays. La liste des baronnies mentionnée dans la Chronique de Morée, doit toutefois être lue avec précaution, car elle reflète une situation postérieure à 1209 ; de plus, toutes les baronnies ne furent pas créées à la même époque. Des fiefs furent également attribués aux ordres du Temple, de L'Hospital et des Teutonniques.

## Mort et postérité
En 1208, Guillaume apprit la mort de son frère Louis qui gérait les biens de la famille en Bourgogne et Franche-Comté. Guillaume décida de retourner en France pour réclamer son héritage,. Il laissa son neveu Hugues comme intendant (bailli) pour administrer l’Achaïe,. Toutefois, Guillaume devait mourir en route vers l’Europe et Hugues décéda également peu après,. Geoffroi de Villehardouin, après avoir déjoué un deuxième neveu du nom de Robert, fut déclaré prince héréditaire d’Achaïe, titre qui fut confirmé par l’empereur latin Henri Ier au parlement de 1209, faisant ainsi de la principauté un fief de l’empire latin (et non plus du royaume de Thessalonique), alors que Geoffroi devenait son vassal et sénéchal de l’empire.
Guillaume d'Achaïe est l'ancêtre de la famille de Champlitte-Pontailler qui pendant quatre siècles allait avoir une position très importante au duché de Bourgogne. Son fils Guillaume II (1200-1271) hérita de l'essentiel des biens familiaux dont la vicomté de Dijon, et les seigneuries de Pontailler-sur-Saône, Maxilly-sur-Saône, Vonges et Heuilley-sur-Saône. Cette famille allait donner deux maréchaux (commandants en chef) aux puissantes armées bourguignonnes du temps des Grands Ducs Valois : Guy II de Pontailler et Guyard (Guy III), tous deux descendants directs de Guillaume Ier d'Achaïe.

## Mariages et enfants
Il épouse en premières noces, Alix (nom de famille inconnu), qui décède en 1196 et dont il n'a pas de postérité.
Une fois veuf, il épouse en secondes noces en 1196 Élisabeth de Mont-Saint-Jean, veuve de Aimon, seigneur de Marigny et connétable de Bourgogne, et fille de Hugues de Mont-Saint-Jean et d’Élisabeth de Vergy, ce mariage sera déclaré nul pour consanguinité par l'Eglise en 1199 et dont il n'a pas de postérité. Élisabeth de Mont-Saint-Jean épousera en troisièmes noces Bertrand de Saudon.
Une fois le mariage déclaré nul, il épouse en troisièmes noces en 1200 Eustachie de Courtenay, dame de Pacy-sur-Armançon, veuve de Guillaume de Brienne, et fille de Pierre de France, seigneur de Courtenay et d’Élisabeth de Courtenay, dont il a trois enfants :
- Guillaume II de Champlitte († vers 1271/1273), qui succède à son père. Il épouse Éléonore de Grancey, fille d'Eudes II, seigneur de Grancey et de Clémence de Chacenay, puis en secondes noces Catherine (nom de famille inconnu). Il sera la tige des vicomtes de Dijon et des seigneur de Pontailler, de Chaussin, de Talmay...
- Eudes III de Champlitte († vers 1250), seigneur de Lamarche, épouse Perrette de Chaussin (postérité).
- Élisabeth de Champlitte († après 1244), qui épouse Eudes III, seigneur de Grancey, fils d'Eudes II de Grancey et de Clémence de Chacenay, dont elle a deux fils : Eudes et Guillaume.

Une fois veuve, Eustachie de Courtenay épouse en troisièmes noces en 1211 Guillaume Ier de Sancerre.